# Casa della Salute "Rita Levi Montalcini"
La Casa della Salute "Rita Levi Montalcini" è un edificio polifunzionale, attualmente in uso come poliambulatorio medico e centro ricreativo, situato presso il comune di Landriano, in provincia di Pavia. 
Costruito negli anni 1937–1939 su progetto dell’architetto Filippo Pozzi, rappresenta uno degli esempi di architettura fascista in Italia. 

## Storia
Nella metà degli anni 30, durante il massimo consenso del regime fascista, fu costruita a Landriano una scuola pubblica comunale dal commendatore Guglielmo Castelli.
I lavori, realizzati in tempi brevissimi, iniziarono il 21 febbraio 1937 a ridosso del corso d’acqua della roggia grande Bolognina e terminarono nel 1939.
La nuova struttura fu inaugurata dal ministro dell’educazione nazionale dell’epoca Giuseppe Bottai e fu dedicata a Principe di Napoli. 

Inaugurazione

La piazza antistante, come molti spazi pubblici dell’epoca, fu intitolata a Guglielmo Marconi. 
La scuola elementare, terminata nel novembre del 1937, era costituita da diverse sezioni divise per genere. 
Contemporaneamente alla costruzione dell’Istituto fu realizzata la casa comunale, una cappella in commemorazione dei martiri fascisti, una palestra e, in seguito, l’acquedotto civico.

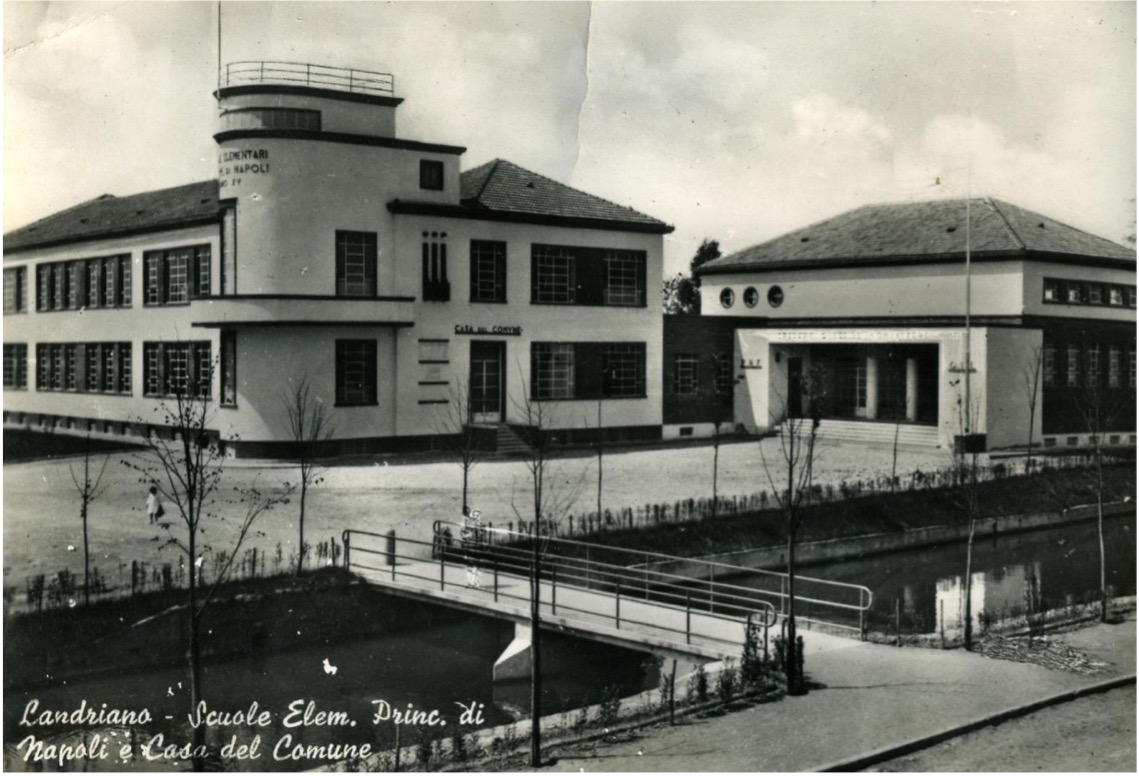
Scuole elementari e Casa del Comune

Nella notte tra il 24 e 25 luglio 1943, durante la caduta del regime di Mussolini, l’edificio fu preso d’assalto da un movimento locale antifascista. Gli oppositori distrussero documenti e lapidi commemorative fasciste.
La struttura, nel corso del tempo, ha ospitato diverse funzioni: la sede comunale sino agli anni 70, la scuola elementare fino agli anni 2000 e il poliambulatorio medico dal 2009 sino ad oggi.
Il corpo originale della struttura ha mantenuto intatto nel tempo le sue caratteristiche formali ed estetiche.
A lato di piazza Marconi, di fronte ad una gradinata che fungeva ai tempi da ingresso al Municipio, sono state collocate le pietre d'inciampo in ricordo e memoria dei fratelli Sigmund, Max e Sofia Bick, ebrei deportati durante il periodo nazi-fascista. Mentre un'altra pietra d'inciampo, in ricordo del militare Landrianino Mario Spadari, è stata collocata nel 2023.

Pietre d'inciampo

## Descrizione

### Esterna
L’edificio insiste su un lotto quadrangolare, lungo via San Quirico.
La via principale, l’attuale via Milano, all’epoca era caratterizzata dalla presenza di un corso d’acqua, la roggia grande Bolognina, oggi tombinata. L’edificio si affaccia inoltre verso via D’Acquisto e via Carlo Alberto dalla Chiesa. 
Negli anni 30 del 900, la zona era circondata da aree verdi e campi coltivati. Contemporaneamente alla sua costruzione sono state realizzate alcune opere di urbanizzazione (strade, piazze, percorsi, verde, ecc.)  che attualmente costituiscono il tessuto urbano cittadino. 
Il linguaggio e le soluzioni planivolumetriche ricordano alcune architetture delle città di nuova fondazione di Angiolo Mazzoni o le prime opere di Pagano, Cuzzi e Calza Bini.
Il corpo principale della scuola è articolato su due piani con una pianta ad L e con aule distribuite attorno ad un corridoio centrale.
La testata è costituita da una torre arengo con fronte semicilindrico e balcone semicircolare, finestre in alluminio a nastro verticale e coronamento a due cornicioni con nastro vetrato orizzontale interposto e terrazzo superiore. 

Prospetto principale e torre con orologio

Il prospetto con finitura ad intonaco bianco liscio, è ritmato dalla presenza di aperture incorniciate in cotto alternate ai pilastri rivestiti in mattoni.
Il corpo dell'edificio si piega ortogonalmente determinando il volume della Casa del Comune a prolungamento della torre e determina una piazzetta con l'edificio ad un piano adibito a palestra, il cui ingresso è costituito da un volume minore, addossato al prospetto, con scalinata e profondo loggiato. La palestra ha un alto basamento in mattoni a vista con aperture regolari, finestre a nastro e oculi in sommità. Un basso corpo cilindrico contenente i servizi si attesta ad un angolo del prospetto posteriore. La piazzetta è delimitata sul terzo lato da una torre con orologio, realizzata in seguito.

### Interna

Corridoio

La “Casa della Salute Rita Levi Montalcini” presenta una pianta rettangolare, articolata su due livelli, oltre ad un piano interrato.
L’ingresso principale dell’edificio è rialzato rispetto alla piazza antistante da sei gradini che conducono al pianerottolo d’accesso dei poliambulatori medici di base. 
Sul medesimo lato dell’edificio è presente un ingresso secondario che conduce al centro analisi e prelievi. 
Entrambi gli accessi conservano la stessa configurazione interna, caratterizzata da un lungo corridoio sul quale si affacciano gli studi medici. 

Vano scala

L’accesso al vano scale si trova sul pianerottolo d’ingresso principale ed è riconoscibile esternamente da un volume semicilindrico. Il collegamento verticale è di tipologia ad “U” con pianerottolo unico di forma semicircolare caratterizzato dalla presenza di ampie finestre.
Al piano superiore si trovano il centro ricreativo culturale, la sede della protezione civile locale e l’AIDO.